# Les Adrets-de-l’Estérel
Les Adrets-de-l’Estérel (okzitanisch Lei Adrechs) ist eine französische Gemeinde mit 2780 Einwohnern (Stand 1. Januar 2022) im Département Var in der Region Provence-Alpes-Côte d’Azur. Sie gehört zum Arrondissement Draguignan und ist Mitglied im Gemeindeverband Estérel Côte d’Azur Agglomération. Die Bewohner werden Adréchois und Adréchoises genannt.

## Geografie

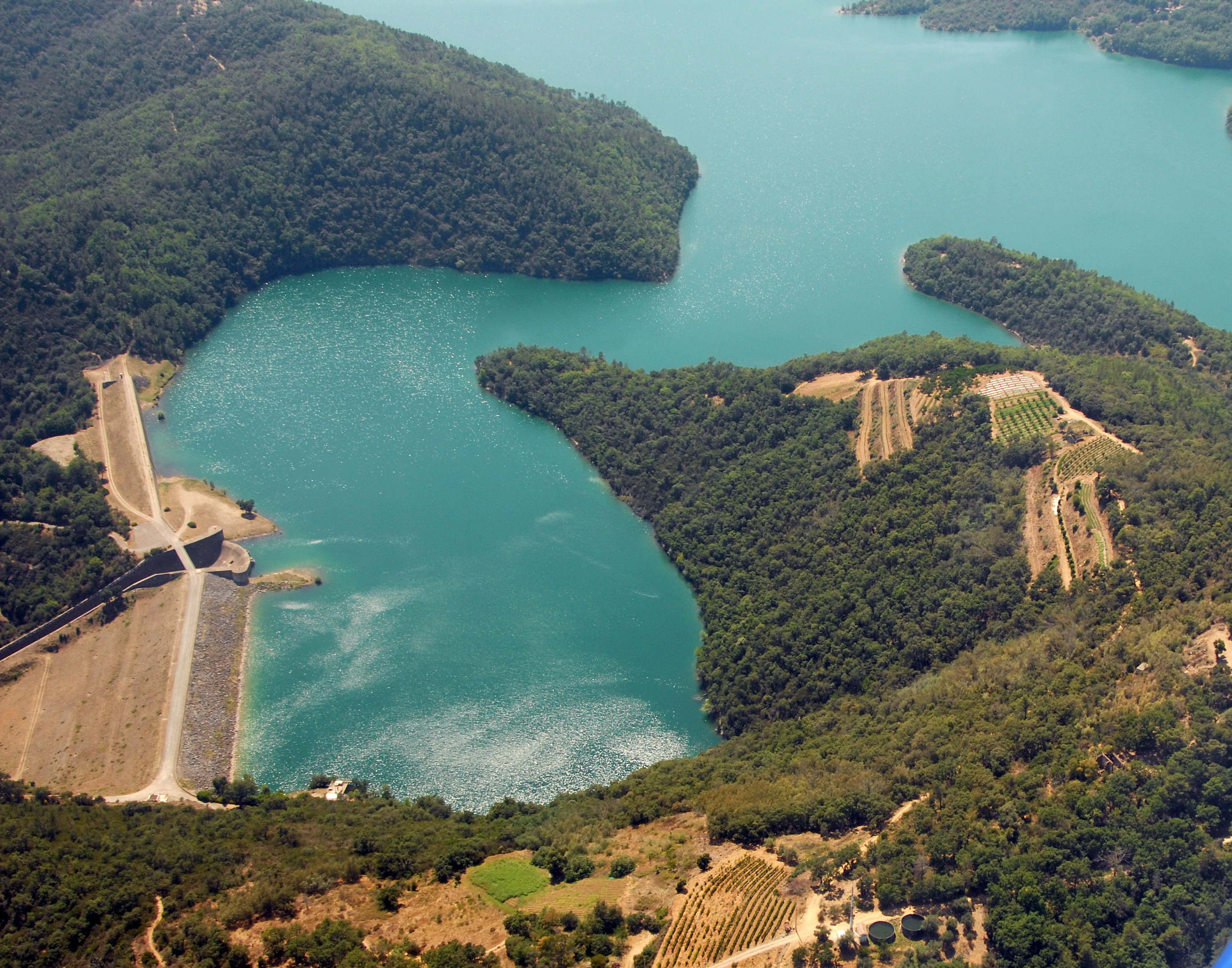
Lac de Saint-Cassien

Les Adrets-de-l’Estérel besteht aus zahlreichen kleineren teils miteinander verbundenen, teils durch tiefe Schluchten getrennten Siedlungen zwischen hohen, bewaldeten Hügeln im Zentrum des Esterel. Nördlich der Gemeinde erstreckt sich der Lac de Saint-Cassien weiter südlich der kleine Lac de l’Avellan. In den Waldgebieten bestimmen Kastanien, Kiefern und Korkeichen die Landschaft. Nach Osten erreicht man das etwa 20 km entfernte Cannes über die A8 La Provençale innerhalb von einer halben Stunde.
Umgeben wird Les Adrets-de-l’Estérel von den vier Nachbargemeinden:
| Montauroux       |                                             | Tanneron |
| Bagnols-en-Forêt | Kompassrose, die auf Nachbargemeinden zeigt |          |
|                  | Fréjus                                      |          |

## Geschichte
Zumindest seit römischer Zeit ist das Gebiet von Les Adrets besiedelt. Von der Arles mit Rom verbindenden Via Aurelia, die die Gemarkung durchquerte, sind nahe der Auberge des Adrets noch einzelne Meilensteine erhalten. Noch weiter in die Vergangenheit weisen prähistorische Höhlenbehausungen unterhalb des Gipfels des Adrets.
Zu einer politischen Gemeinde wurde Les Adrets-de-l’Estérel allerdings erst durch ein Dekret Napoleon III. aus dem Jahr 1867, das Les Adrets-de-Montauroux von Montauroux abtrennte und zur eigenständigen Existenz erhob. Im Dezember 1891 änderte der Ort dann seinen Namen in Les Adrets-de-Fréjus. Ihren aktuellen Namen gab sich die Gemeinde schließlich im März 1962.

### Bevölkerungsentwicklung
Seit ihrer Gründung bis Ende der 1970er Jahre war Les Adrets eine Gemeinde mit einer Bevölkerung von drei- bis vierhundert Personen. In den vergangenen 30 Jahren stieg die Einwohnerzahl dann bei durchweg positiver Geburtenbilanz vor allem aufgrund eines starken Zuzugs bis auf über 2500 Menschen an.
| Einwohner                                                  | 351 | 441 | 275 | 331 | 223 | 320 | 361 | 424 | 684 | 1.474 | 2.063 | 2.774 | 2.803 |
| Ab 1962 offizielle Zahlen ohne Einwohner mit Zweitwohnsitz |     |     |     |     |     |     |     |     |     |       |       |       |       |

## Kultur und Sehenswürdigkeiten
Aufgrund seiner Geschichte verfügt Les Adrets über kein eigentliches historisches Ortszentrum, sondern ist gerade durch seine verstreuten Siedlungen geprägt. An vielen Stellen kann man die für die Gegend typischen überdachten Brunnen entdecken.
- Die Auberge des Adrets, heute ein Hotel, entstand wahrscheinlich bereits im Mittelalter und diente als Poststation. Im Jahr 1653 wurde sie von Grund auf erneuert und gegen Ende des 19. Jahrhunderts erneut restauriert.
- Die Pfarrkirche oder -kapelle Notre-Dame des Maures entstand 1648. Im 18. Jahrhundert wurde sie vergrößert, 1995 restauriert.

### Museen
- Das Musée de l’Estérel zeigt Ausstellungen zum Thema Kunst und Tradition, unter anderem eine Sammlung alter Werkzeuge.
- Die Galerie d’art contemporain stellt Werke zeitgenössischer Künstler aus.